# Contea di Ötztal
La contea di Ötztal (in tedesco: Grafen von Ötztal) era una signoria austriaca esistita dal 1279 al 1790. Era amministrata da vassalli dipendenti dai conti del Tirolo.

## Storia
La contea fu fondata nel 1279 per volontà del conte Mainardo II di Tirolo-Gorizia che volle premiare alla famiglia von Montalban per la sua fedeltà con una roccaforte al centro della valle dell'Ötztel. Il primo conte di Ötztal fu Friedrich von Montalban che resse il territorio dal 1279 al 1282, data della sua morte a Längenfeld. La contea si sviluppò commercialmente grazie alla posizione strategica nella valle Ötztal, che allora era una delle principali rotte commerciali tra il nord e il sud dell'Europa.
La residenza dei conti di Ötztal fu il castello di Petersberg dal 1298. Il castello si trova all'ingresso della valle nell'attuale città di Silz.
La contea esistette fino al 1790, quando fu soppressa in seguito alla morte dell'ultimo membro della famiglia Montalban morto senza eredi. La valle Ötztal si integrò nel nuovissimo territorio del Tirolo.